# DuckDuckGo Private Browser
DuckDuckGo Private Browser is een webbrowser van de makers van zoekmachine DuckDuckGo. De browser is - zoals de naam doet vermoeden - gericht op privacybewuste gebruikers en is beschikbaar voor Android, iOS, macOS en Windows.

## Functies
De browser is gebouwd rond het WebView-onderdeel van de besturingssystemen in kwestie. Zo maakt DuckDuckGo Private Browser op Android en Windows gebruik van Blink, maar op iOS en macOS van WebKit. De browser beschikt over de volgende functies:
- Automatisch blokkeren van trackers (volgsoftware) die websites inzetten om gebruikers te volgen;
- Automatisch omzetten van http- naar https-verbindingen (indien mogelijk);[6][7]
- Automatisch accepteren van cookies en ondersteuning voor de volg-me-nietfunctie;[8]
- Duck Player, waarmee YouTube-video's zonder cookies of reclame kunnen worden bekeken;[9]
- Optionele blokkade van trackers (volgsoftware) in Android-apps.[10][11]

## Geschiedenis
DuckDuckGo Private Browser werd in 2018 uitgebracht voor Android en iOS. In 2022 volgde desktopondersteuning in de vorm van een bètaversie voor macOS, in 2023 gevolgd door een bètaversie voor Windows.
De Android- en iOS-versies zijn open source. In augustus 2024 werd ook de broncode van de macOS-versie gepubliceerd.